# Gare de Narutō
La gare de Narutō (成東駅, Narutō-eki) est une gare ferroviaire de la ville de Sanmu, dans la préfecture de Chiba au Japon. Elle est exploitée par la compagnie JR East.

## Situation ferroviaire
La gare de Narutō est située au point kilométrique (PK) 76,9 de la ligne principale Sōbu. Elle marque la fin de la ligne Tōgane.

## Histoire
La gare a été inaugurée le 1er mai 1897.

## Service des voyageurs

### Accueil
La gare dispose d'un bâtiment voyageurs, avec guichets, ouvert tous les jours.

### Desserte
- Ligne Tōgane :
  - voie 0 : direction Ōami et Chiba
- Ligne principale Sōbu :
  - voies 1 à 3 : direction Chōshi ou Chiba et Tokyo